# Benjamín de Arriba y Castro
Benjamín de Arriba y Castro, né le 8 avril 1886 à Santa Maria de Peñamayor, près de Lugo en Galice, Espagne, et mort le 8 mars 1973 à Barcelone, est un cardinal espagnol de l'Église catholique du XXe siècle, nommé par le pape Pie XII.

## Biographie
Benjamín de Arriba y Castro étudie au séminaire de Madrid, à l’université grégorienne de Rome et à l’université pontificale de Tolède. Il est professeur au séminaire de Madrid et est chanoine et puis vicaire général à l’archidiocèse.
En 1935, il est élu évêque de Mondoñedo. Il est transféré au diocèse d'Oviedo en 1944 et promu archevêque de Tarragone en 1949.
Le pape Pie XII le crée cardinal  lors du consistoire du 12 janvier 1953. Il participe au conclave de 1958 (élection de Jean XXIII) et au conclave de 1963 (élection de Paul VI).

## Distinctions
- Grand-croix de l'ordre d'Isabelle la Catholique